# Leonard Praskins
Leonard Praskins est un scénariste britannique né le 7 août 1896 à Meltham (Royaume-Uni), décédé le 2 octobre 1968.

## Filmographie
- 1930 : Temptation
- 1931 : Su última noche
- 1931 : Le Champion (The Champ), de King Vidor
- 1931 : Gentleman's Fate de Mervyn LeRoy
- 1932 : L'Oiseau de paradis (Bird of Paradise)
- 1932 : Une femme survint
- 1933 : Secrets
- 1933 : Man Hunt
- 1933 : Advice to the Lovelorn
- 1934 : Tempête sur la ligne (Looking for Trouble) de William A. Wellman
- 1934 : The Last Gentleman
- 1934 : Revivre (We Live Again)
- 1935 : L'Appel de la forêt (The Call of the Wild)
- 1935 : Tempête au cirque (O'Shaughnessy's Boy), de Richard Boleslawski
- 1936 : Tourbillon blanc (One in a Million)
- 1938 : Stablemates
- 1939 : La Féerie de la glace (The Ice Follies of 1939)
- 1943 : So This Is Washington
- 1944 : Mon ami le loup (My Pal Wolf) d'Alfred L. Werker
- 1945 : Doll Face
- 1945 : Molly and Me
- 1945 : The Caribbean Mystery
- 1947 : La Pièce maudite (The Brasher Doubloon)
- 1952 : Ça pousse sur les arbres (It grows on trees)
- 1953 : Le Clown (The Clown) de Robert Z. Leonard
- 1953 : It Happens Every Thursday (en)
- 1953 : Mister Scoutmaster (en)
- 1954 : Panique sur la ville
- 1957 : Maverick (série TV)